# Juan Manuel Cardenas-Castro
 (octobre 2019).
Si vous disposez d'ouvrages ou d'articles de référence ou si vous connaissez des sites web de qualité traitant du thème abordé ici, merci de compléter l'article en donnant les références utiles à sa vérifiabilité et en les liant à la section « Notes et références ».
Juan Manuel Cardenas-Castro, né à Urubamba, Cuzco le 27 mai 1891 et mort à Paris le 28 novembre 1988, est un dessinateur et peintre péruvien.

## Biographie
Doué pour le dessin, il a passé son enfance à portraiturer les gens de son entourage et par la suite, jeune adulte, à Cuzco puis à Lima, a été dessinateur pour divers journaux et revues. Ainsi, de 1916 à 1920, il est un collaborateur régulier de la revue Variedades pour laquelle il illustre les textes d’auteurs péruviens comme José María Eguren, Horacio H. Urteaga, Abraham Valdelomar, Maria Wiesse... et aussi ceux des écrivains européens tels Alphonse Daudet, Gabriele D'Annunzio, Maxime Gorki... Ses dessins, pastels et gouaches sont venus aussi illustrer les principaux événements culturels relatés dans la revue au cours des cinq années de sa collaboration. Il acquiert ainsi une certaine reconnaissance de ses pairs et de la part de critiques d’art comme Teófillo Castillo.

### Voyage en France
Au cours de l’année 1920, Juan Manuel Cardenas-Castro part pour la France et résidera à Paris. Il est rejoint l’année suivante par son frère José Félix, peintre aussi. Les deux frères poursuivent ensemble leurs parcours initiatique et artistique dans la capitale rayonnante des arts dont le centre est le quartier de Montparnasse.
En 1926, Juan Manuel Cardenas-Castro participe au Salon du Franc qui se déroule au Palais Galliera. Cette exposition a pour but de rassembler les artistes étrangers vivant à Paris afin qu’ils contribuent par le revenu des ventes de leurs œuvres à la stabilité de la monnaie française. Juan Manuel Cardenas-Castro est choisi comme représentant du Pérou avec la sculptrice Carmen Saco. À cette occasion, l’état français acquiert une de ses œuvres exposées aux côtés de celles d’autres artistes, tels Chagall, de Chirico, Van Dongen, Foujita, Gris, Ortiz de Zárate, Zadkine. Il côtoie également tous ces peintres et sculpteurs dans  les cafés de Montparnasse, Le Dôme, Le Select, La Rotonde, La Coupole. Parmi les amis et compatriotes de jeunesse qu’il retrouvera dans « la ville lumière », on peut citer, entre autres, Ventura Garcia Calderón, José Carlos Mariátegui, César Vallejo…

### Peintre et muséographe
Sa rencontre avec l’anthropologue et américaniste Paul Rivet, le fondateur du Musée de l'Homme, est déterminante et oriente sa vie professionnelle qu’il partage à partir de 1928 entre l’art et les sciences, d’une part, dans son atelier parisien et, d’autre part, au Musée d'ethnographie du Trocadéro et au Musée de l'Homme. Ainsi, au travers de sa peinture indigéniste et de sa production de dessins ethnographiques, il cherchera toujours à retrouver ses racines et sa terre natale en mettant en avant ses origines cuzquénienne. Son expertise du monde andin sera précieuse, tant pour les ethnologues, avec lesquels il collabore comme Henri Lehmann, Alfred Métraux, Henry Reichlen, Pierre Verger que pour l’élaboration de son œuvre.

## Peintre indigéniste
Un florilège d’œuvres inédites au Pérou a été présentée au Museo historico regional de Cusco Casa del Inka Garcilaso de la Vega en 2019. Il révèle le travail remarquable d’un dessinateur et peintre contemporain du photographe Martín Chambi. Juan Manuel Cardenas-Castro a retranscrit de manière admirable le quotidien de la vallée de l’Urubamba, puisant aussi les sources de son inspiration dans l’histoire ancienne de cette Vallée sacrée dont il est originaire.

## Expositions
- 1926 - « Salon du Franc » organisé par l’association Paris-Midi au Musée Galliera (France) du 22 au 31 octobre[16].
- 1956 - « Juan Cardenas-Castro-Kanchacc » - Exposition monographique - Salon de l’Amérique latine, 96 avenue d’Iéna Paris (France).
- 2019 - « Juan Manuel Cárdenas-Castro » - Exposition monographique - Musée Historique Régional de Cusco Casa del Inka Garcilaso de la Vega (Pérou) du 1er au 15 octobre[17].

## Activité
- 1947 - Membre de la Société des américanistes[réf. nécessaire][18].